# Slovakisk krona
Slovakisk krona eller Slovakisk koruna (Sk - slovenská koruna) var den valuta som användes i Slovakien fram till 1 januari 2009 då landet bytte till euro. Valutakoden är SKK. 1 koruna = 100 halierov.
Valutan infördes den 8 februari 1993 och ersatte, vid delningen av Tjeckoslovakien, den tidigare valutan tjeckoslovakiska kronan.
Den slovakiska kronan var bunden till euro sedan den 25 november 2005 genom ERM II och övergång till euro skedde 1 januari 2009. Konvergeringskursen är 30,126 SKK = 1 EUR.

## Användning
Valutan gavs ut av den slovakiska centralbanken Národná banka Slovenska (NBS), grundad 1993, med huvudkontoret i Bratislava.
Valuta med samma namn användes även under Slovakiska republiken (1939-1945).

## Valörer
- mynt: 1, 2, 5, och 10 koruna
- underenhet: 50 halierov
- sedlar: 20, 50, 100, 200, 500, 1000 och 5000 SKK